# Liste der Beiträge für den besten fremdsprachigen Film für die Oscarverleihung 1979
Dies ist eine „Liste der Beiträge für den besten fremdsprachigen Film“ bei der 51. Oscar-Verleihung 1979.
Von 1948 bis 1956 wurde dieser Oscar als Spezialpreis beziehungsweise Ehrenoscar verliehen, erst ab 1957 wurde der Preisträger durch die Mitglieder der Academy aus einer Auswahl von fünf nominierten Filmen analog zu den anderen Kategorien gewählt.
Der Oscar für den besten fremdsprachigen Film zeichnet seit seiner Entstehung keine bestimmte Person aus, sondern geht an den zu ehrenden Film. Der Regisseur gewinnt persönlich keinen Oscar, nimmt diesen aber stellvertretend während der Preisverleihung in Empfang, obwohl es sich um eine Auszeichnung für das einreichende Land handelt. Die Länder werden von der Akademie aufgefordert ihren besten Film einzureichen, wobei nur ein Film für jedes Land als Vorschlag akzeptiert wird.
Insgesamt 19 Filme wurden bei der Akademie eingereicht.
Kuba und der Libanon reichten zum ersten Mal eine Bewerbung für die Kategorie ein.
Die Filme aus der Bundesrepublik Deutschland, Frankreich, Italien, Ungarn und der UdSSR wurden nominiert. Frankreich gewann den Preis für Frau zu verschenken, eine „geschmackvoll und liebevoll inszenierte erotische Komödie mit hohem Unterhaltungswert“. und Cinema sprach von einem „unbekümmert naiv-gewagt[en] Werk“ und zog das Fazit: „Spritzig und satirisch: drei sind keiner zu viel.“

## Beiträge
| Land             | Deutscher Verleihtitel                 | Sprache(n)                                                           | Originaltitel                                        | Regisseur(e)                             | Ergebnis        |
| ---------------- | -------------------------------------- | -------------------------------------------------------------------- | ---------------------------------------------------- | ---------------------------------------- | --------------- |
| Brasilien        | Die Lyra der Freude                    | Brasilianisches Portugiesisch                                        | A Lira do Delírio                                    | Walter Lima Jr.                          | Nicht Nominiert |
| Dänemark         | Ich und Charly – Me and Charly         | Dänisch                                                              | Mig og Charly                                        | Morten Arnfred und Henning Kristiansen   | Nicht Nominiert |
| BR Deutschland   | Die gläserne Zelle                     | Deutsch                                                              |                                                      | Hans W. Geißendörfer                     | Nominiert       |
| Frankreich       | Frau zu verschenken                    | Französisch                                                          | Préparez vos mouchoirs                               | Bertrand Blier                           | Gewonnen        |
| Indien           | Die Schachspieler                      | Urdu, Englisch                                                       | शतरंज के खिलाड़ी (Shatranj Ke Khilari)                     | Satyajit Ray                             | Nicht Nominiert |
| Israel           | Eis am Stiel                           | Hebräisch                                                            | אסקימו לימון / Eskimo Limon                          | Boaz Davidson                            | Nicht Nominiert |
| Italien          | Viva Italia!                           | Italienisch                                                          | I nuovi mostri                                       | Dino Risi, Ettore Scola, Mario Monicelli | Nominiert       |
| Japan            | Im Reich der Leidenschaft              | Japanisch                                                            | 愛の亡霊 Ai no bōrei ‚Totengeist der Liebe           | Nagisa Ōshima                            | Nicht Nominiert |
| Jugoslawien      | Okkupation in 26 Bildern               | Serbo-Kroatisch, Italienisch, Deutsch, Russisch, Französisch, Latein | Okupacija u 26 slika                                 | Lordan Zafranović                        | Nicht Nominiert |
| Kuba             | Es lebe der Präsident                  | Spanisch                                                             | El recurso del método                                | Miguel Littin                            | Nicht Nominiert |
| Kuwait           | The Wedding of Zein                    | Arabisch                                                             | عرس الزين - Urs Al-Zayn                              | Khalid Al Siddiq                         | Nicht Nominiert |
| Libanon          | Promise of Love                        | Armenisch, Englisch, Französisch                                     | Սիրո Խոստումը                                        | Sarky Mouradian                          | Nicht Nominiert |
| Mexiko           | The Place Without Limits               | Spanisch                                                             | El lugar sin límites                                 | Arturo Ripstein                          | Nicht Nominiert |
| Niederlande      | Pastorale 1943                         | Niederländisch                                                       | Pastorale 1943                                       | Wim Verstappen                           | Nicht Nominiert |
| Polen            | Der Tod des Präsidenten                | Polnisch                                                             | Śmierć prezydenta                                    | Jerzy Kawalerowicz                       | Nicht Nominiert |
| Sowjetunion      | Weißer Bim Schwarzohr                  | Russisch                                                             | Белый Бим – Чёрное ухо (Bely Bim – Tschjornoje ucho) | Stanislaw Rostozki                       | Nominiert       |
| Spanien          | Sonámbulos – Sleepwalkers              | Spanisch                                                             | Sonámbulos                                           | Manuel Gutiérrez Aragón                  | Nicht Nominiert |
| Tschechoslowakei | Adele hat noch nicht zu Abend gegessen | Tschechisch                                                          | Adéla ještě nevečeřela                               | Oldřich Lipský                           | Nicht Nominiert |
| Ungarn           | Die Ungarn                             | Ungarisch                                                            | Magyarok                                             | Zoltán Fábri                             | Nominiert       |